# Trey Alexander

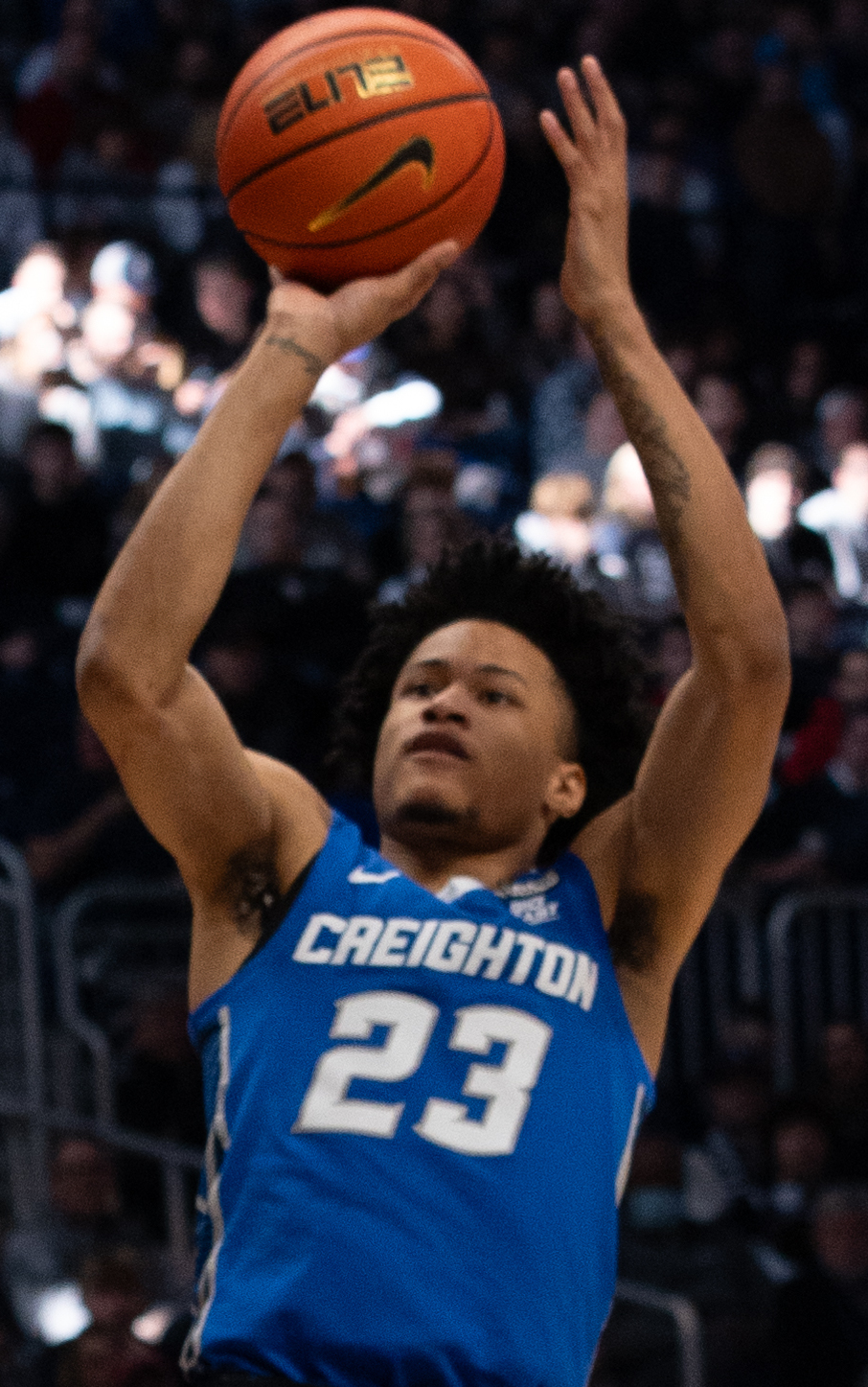
Trey Alexander, 2024.

Trey Alexander, född 2 maj 2003 i Midwest City i Oklahoma, är en amerikansk professionell basketspelare (SG) som spelar för Oklahoma City Thnunder i National Basketball Association (NBA). Han har tidigare spelat för Denver Nuggets.
Alexander blev aldrig NBA-draftad.
Innan han blev proffs studerade Alexander vid Creighton University och spelade för deras idrottsförening Creighton Bluejays.